# Широкое (озеро, Есильский район)
Широкое — озеро в Есильском районе Северо-Казахстанской области Казахстана. Находится в 1 км к югу от села Калиновкэ.
По данным топографической съёмки 1940-х годов, площадь поверхности озера составляет 2,04 км². Наибольшая длина озера — 6,2 км, наибольшая ширина — 0,6 км. Длина береговой линии составляет 17,8 км, развитие береговой линии — 3,5. Озеро расположено на высоте 105 м над уровнем моря.
Озеро входит в перечень рыбохозяйственных водоёмов местного значения.